# 盧卡斯 (愛荷華州)
盧卡斯（英語：Lucas）是一個位於美國愛荷華州盧卡斯縣的城市。

## 地理
盧卡斯的座標為42°01′47″N 93°27′42″W / 42.02972°N 93.46167°W，而該地的平均海拔高度為272米（即892英尺）。

## 人口
根據2010年美國人口普查的數據，盧卡斯的面積為2.54平方千米，當中陸地面積為2.51平方千米，而水域面積為0.03平方千米。當地共有人口216人，而人口密度為每平方千米85人。